# Pitch Perfect
Pitch Perfect (bra: A Escolha Perfeita; prt: Um Ritmo Perfeito) é um filme de comédia musical dirigido por Jason Moore, escrito por Kay Cannon e baseado no livro Pitch Perfect: The Quest for Collegiate A Cappella Glory, de Mickey Rapkin.
O elenco principal inclui Anna Kendrick, Skylar Astin, Anna Camp, Brittany Snow, Rebel Wilson, Alexis Knapp, Ester Dean, Adam DeVine e Ben Platt. A trama segue a rivalidade entre dois grupos de canto a capella da Universidade Barden, o feminino Barden Bellas e o masculino Treblemakers.
As filmagens foram concluídas em dezembro de 2011, em Baton Rouge, Luisiana. A primeira exibição ocorreu em Los Angeles no dia 24 de setembro de 2012. Teve lançamento limitado nos Estados Unidos no dia 28 de setembro de 2012, recebendo boa avaliação da crítica. Tornou-se um sleeper hit e arrecadou mais de US$ 115 milhões no mundo todo, tornando-se  na época a segunda maior bilheteria de uma comédia musical, perdendo apenas para Escola de Rock. Foi lançado nos cinemas de Portugal no dia 22 de novembro de 2012. Foi lançado nos cinemas do Brasil no dia 7 de dezembro de 2012.

## Sinopse
Beca (Anna Kendrick) é uma estudante incomum e rebelde que está infeliz por ser obrigada a estudar na universidade onde seu pai é professor. No entanto, é lá que ela descobre a sua voz e o seu jeito para a música no grupo Barden Bellas, liderado por Aubrey Posen (Anna Camp) e formado apenas por garotas, que há anos tentam a todo custo vencer o Campeonato Regional de Música, mas sempre acabam perdendo para os Treblemakers, grupo só de garotos, pertencentes a mesma universidade. Agora com uma reforma nas Bellas e com a ajuda de Beca, o grupo procura chances para vencer os Regionais com um toque de ousadia e muito talento.

## Elenco
As Barden Bellas
- Anna Kendrick como Beca Mitchell
- Anna Camp como Aubrey Posen
- Brittany Snow como Chloe Beale
- Rebel Wilson como Patricia "Amy Gorda" Hobart
- Alexis Knapp como Stacie Conrad
- Ester Dean como Cynthia-Rose Adams
- Hana Mae Lee como Lilly Onakuramara
- Kelley Jakle como Jessica Smith
- Shelley Regner como Ashley Jones
- Wanetah Walmsley como Denise

Os Treblemakers
- Skylar Astin como Jesse Swanson
- Adam DeVine como Bumper
- Ben Platt como Benji Applebaum
- Utkarsh Ambudkar como Donald
- Michael Viruet como Monociclo
- David Del Rio como Kolio
- Gregory Gorenc como Greg
- Wes Lagarde como "Hat"
- Steven Bailey como Steven
- Brian Silver como Brian
- Michael Anaya como Michael

Adicional
- Kether Donohue como Alice
- John Michael Higgins como John Smith
- Elizabeth Banks como Gail Abernathy-McKadden
- John Benjamin Hickey como Dr. Benjamin Mitchell
- Jinhee Joung como Kimmy-Jin
- Freddie Stroma como Luke
- Nicole Lovince como Kori
- Caroline Fourmy como Mary Elise
- Christopher Mintz-Plasse como Tommy

## Trilha sonora
Pitch Perfect: Original Motion Picture Soundtrack foi lançado digitalmente em 25 de setembro de 2012 e fisicamente em 2 de outubro de 2012. O álbum foi o sexto mais vendido de 2012 com 212.000 cópias vendidas durante o ano. Também tornou-se o mais vendido de 2013 nos Estados Unidos, com 793.000 cópias vendidas durante o ano. Vendeu 1,2 milhão de cópias nos Estados Unidos até abril de 2015.
| Faixas | |                                                     |         |  |
| N.º    | Título | Artista                                             | Duração |  |
| 1.     | "Don't Stop the Music" | Os Treblemakers                                     | 3:06    |  |
| 2.     | "Let It Whip" | Os Treblemakers                                     | 2:25    |  |
| 3.     | "Since U Been Gone" | Ester Dean e Skylar Astin                           | 2:27    |  |
| 4.     | "Cups" | Anna Kendrick                                       | 1:17    |  |
| 5.     | "Riff Off: Ladies of the '80s (Mickey/Like a Virgin/Hit Me with Your Best Shot), Songs About Sex (S&M/Let's Talk About Sex/I'll Make Love to You/Feels Like the First Time/No Diggity)" | As Barden Bellas, Os Treblemakers e Os BU Harmonics | 3:45    |  |
| 6.     | "Bellas Regionals: The Sign/Eternal Flame/Turn the Beat Around" | As Barden Bellas                                    | 2:40    |  |
| 7.     | "Right Round" | Os Treblemakers (com My Name Is Kay)                | 3:18    |  |
| 8.     | "Pool Mashup: Just the Way You Are/Just a Dream" | As Barden Bellas                                    | 1:39    |  |
| 9.     | "Party in the U.S.A." | As Barden Bellas                                    | 1:04    |  |
| 10.    | "Trebles Finals: Bright Lights Bigger City/Magic" | Os Treblemakers                                     | 2:34    |  |
| 11.    | "Bellas Finals: Price Tag/Don't You (Forget About Me)/Give Me Everything" | As Barden Bellas                                    | 3:39    |  |
| 12.    | "Toner (Instrumental Suite)" | Christophe Beck e Mark Kilian                       | 2:56    |  |

### Edição especial
A edição especial foi lançada em 18 de dezembro de 2012 no iTunes, contendo quatro faixas a mais que são realizadas por grupos rivais das Barden Bellas e dos Treblemakers.
| Faixas |                          |                |         |  |
| N.º    | Título                   | Artista        | Duração |  |
| 13.    | "Fuck You"               | Os Sockapellas | 1:12    |  |
| 14.    | "Blame It on the Boogie" | Os Footnotes   | 0:52    |  |
| 15.    | "The Final Countdown"    | Hullabahoos    | 1:15    |  |
| 16.    | "Open Season"            | High Highs     | 3:49    |  |

## Prêmios e indicações
| Prêmio                             | Categoria                               | Indicado                                                                                       | Resultado |
| ---------------------------------- | --------------------------------------- | ---------------------------------------------------------------------------------------------- | --------- |
| Critics' Choice Movie Awards       | Melhor Atriz em uma Comédia             | Rebel Wilson                                                                                   | Indicada  |
| Detroit Film Critics Society Award | Melhor Revelação                        | Rebel Wilson                                                                                   | Indicada  |
| Motion Picture Sound Editors       | Melhor Música em Longa-Metragem Musical | Pitch Perfect                                                                                  | Venceu    |
| MTV Movie Awards                   | Melhor Revelação                        | Rebel Wilson                                                                                   | Venceu    |
| MTV Movie Awards                   | Melhor Momento Musical                  | Anna Kendrick, Rebel Wilson, Anna Camp, Brittany Snow, Alexis Knapp, Ester Dean e Hana Mae Lee | Venceu    |
| MTV Movie Awards                   | Melhor Momento "Que P**** é Essa?"      | Anna Camp ("Hack-Appella")                                                                     | Indicada  |
| MTV Movie Awards                   | Melhor Atriz                            | Rebel Wilson                                                                                   | Indicada  |
| People's Choice Awards             | Filme de Comédia Favorito               | Pitch Perfect                                                                                  | Venceu    |
| San Diego Film Critics Society     | Melhor Atriz Coadjuvante                | Rebel Wilson                                                                                   | Indicada  |
| Teen Choice Awards                 | Melhor Filme - Comédia                  | Pitch Perfect                                                                                  | Venceu    |
| Teen Choice Awards                 | Melhor Atriz - Comédia                  | Anna Kendrick                                                                                  | Indicada  |
| Teen Choice Awards                 | Melhor Atriz - Comédia                  | Rebel Wilson                                                                                   | Venceu    |
| Teen Choice Awards                 | Melhor Ator - Comédia                   | Skylar Astin                                                                                   | Venceu    |
| Teen Choice Awards                 | Ladrão de Cena                          | Ben Platt                                                                                      | Indicado  |
| Teen Choice Awards                 | Ladrão de Cena                          | Hana Mae Lee                                                                                   | Indicada  |
| Teen Choice Awards                 | Melhor Revelação                        | Adam DeVine                                                                                    | Indicado  |
| Teen Choice Awards                 | Melhor Vilão                            | Adam DeVine                                                                                    | Venceu    |
| American Music Awards              | Trilha Sonora Favorita                  | Pitch Perfect (trilha sonora)                                                                  | Venceu    |